# Heineken Tarwebok
Heineken Tarwebok was een Nederlands bier van lage gisting.
Het bier werd, sinds 1992, gebrouwen bij Heineken. Het was een bruin bier met een alcoholpercentage van 6,5%.
In de herfst van 2020 werd bekendgemaakt dat Heineken Tarwebok uit het Heineken portfolio werd gehaald.